# Dead Winter Dead
| Recensione   | Giudizio |
| ------------ | -------- |
| AllMusic     | [ 1 ]    |
| Rock Hard    | 9,5/10   |
| Sputnikmusic | 4,5/5    |

Dead Winter Dead è il nono album in studio del gruppo musicale heavy metal statunitense Savatage, pubblicato nel 1995 dalla Atlantic Records negli Stati Uniti d'America e dalla Concrete in Europa.

## Il disco
Si tratta di un concept album sulla Guerra in Bosnia ed Erzegovina.

## Tracce
1. Overture – 1:50
2. Sarajevo – 2:31
3. This is the Time – 5:40
4. I Am – 4:32
5. Starlight – 5:38
6. Doesn't Matter Anyway – 3:47
7. This Isn't What We Meant – 4:12
8. Mozart and Madness – 5:01
9. Memory (Dead Winter Dead Intro) – 1:19
10. Dead Winter Dead – 4:18
11. One Child – 5:14
12. Christmas Eve (Sarajevo 12/24) – 3:24
13. Not What You See – 5:02

## Formazione
- Zachary Stevens - voce
- Jon Oliva - tastiere, voce (I Am, Doesn't Matter Anyway), voce addizionale (Starlight)
- Chris Caffery - chitarra, voce addizionale
- Al Pitrelli - chitarra, voce addizionale
- Johnny Lee Middleton - basso, voce addizionale
- Jeff Plate - batteria

## Classifiche
| Classifica (1995)         | Posizione massima |
| ------------------------- | ----------------- |
| Germania                  | 80                |
| Stati Uniti (heatseekers) | 18                |

| Classifica (2022) | Posizione massima |
| ----------------- | ----------------- |
| Svizzera          | 98                |